# Comunitat de comunes del Pays de Saverne
La Comunitat de comunes del Pays de Saverne (oficialment: Communauté de communes du Pays de Saverne) és una Comunitat de comunes del departament del Baix Rin, a la regió del Gran Est.
Creada al 2017, està formada 35 municipis i la seu es troba a Saverne.

## Municipis
1. Altenheim
2. Dettwiller
3. Dimbsthal
4. Eckartswiller
5. Ernolsheim-lès-Saverne
6. Friedolsheim
7. Furchhausen
8. Gottenhouse
9. Gottesheim
10. Haegen
11. Hattmatt
12. Hengwiller
13. Kleingœft
14. Landersheim
15. Littenheim
16. Lochwiller
17. Lupstein
18. Maennolsheim
19. Marmoutier
20. Monswiller
21. Ottersthal
22. Otterswiller
23. Printzheim
24. Reinhardsmunster
25. Reutenbourg
26. Saessolsheim
27. Saint-Jean-Saverne
28. Saverne
29. Schwenheim
30. Sommerau
31. Steinbourg
32. Thal-Marmoutier
33. Waldolwisheim
34. Westhouse-Marmoutier
35. Wolschheim